# Trinidadblauwkeelgoean
De trinidadblauwkeelgoean (Pipile pipile) is een vogel uit de familie sjakohoenders en hokko's (Cracidae). De wetenschappelijke naam van de soort is voor het eerst geldig gepubliceerd in 1784 door Joseph Franz von Jacquin. Het is een ernstig bedreigde, endemische vogelsoort op Trinidad.

## Kenmerken
Dit hoen is middelgroot, gemiddeld 69 cm lang en behoort tot de goeans. De vogel is overwegend zwartbruin met een donkerblauwe glans en heeft opvallende witte punten aan de vleugeldekveren, De poten zijn rood en de naakte huid rond het oog en de onderkant van de snavel zijn lichtblauw, met onder de snavel een donkerblauwe lel. Het is de enige soort goean die op dit eiland voorkomt.

## Verspreiding en leefgebied
De soort is endemisch op het eiland Trinidad. De vogel komt voor in ongerept tropisch hellingbos, regenwoud in bergachtig gebied (400 tot 925 m boven zeeniveau) met ravijnen en beekjes en dicht met lianen en epifyten begroeide boomkronen. Mits niet bejaagd komt dit hoen ook voor in agrarisch gebied aan de randen van oerbos. De vogel houdt zich bij voorkeur op in de boomkronen.

## Status
De blauwkeelgoean heeft een zeer klein verspreidingsgebied en daardoor is de kans op uitsterven aanwezig. De grootte van de populatie werd in 2020 door BirdLife International geschat in de categorie 150 tot 330 individuen en de populatie-aantallen nemen af. De soort wordt ondanks wettelijke bescherming bejaagd en het leefgebied krimpt door ontbossing waarbij regenwoud plaats maakt voor plantages. Om deze redenen staat deze soort als ernstig bedreigd (kritiek) op de Rode Lijst van de IUCN.